# San Pedro Ixtapantongo
San Pedro Ixtapantongo är en ort i kommunen Santo Tomás i delstaten Mexiko i Mexiko. Samhället hade 437 invånare vid folkräkningen 2020.